# Harpesaurus modiglianii
Espèce
Synonymes
- Harpesaurus modigliani Vinciguerra, 1933

Statut de conservation UICN

 DD  : Données insuffisantes
Harpesaurus modiglianii est une espèce de sauriens de la famille des Agamidae.

## Répartition
Cette espèce est endémique de Sumatra en Indonésie.

## Étymologie
Cette espèce est nommée en l'honneur d'Elio Modigliani.

## Publication originale
- Vinciguerra, 1933 : Descrizione di una nuova specie di Harpesaurus di Sumatra. Annali del Museo civico di storia naturale Giacomo Doria, vol. 56, p. 355-357 (texte intégral).